# Відкуп податків
Відкуп податків — система збирання податків основана на делегуванні чи продажу права збирання податку юридичній чи фізичній особі. Існувала в різний час в багатьох країнах. Суть її полягала в тому, що право зібрати податок держава (правитель, феодал) за гроші продавала певній особі чи організації, які власне й збирали податок вже на свою користь. Люди що займалися відкупом податків називалися відкупниками. Різниця між заплаченими грошима та дійсно зібраними податками становила зиск відкупника. Нижча ланка відкупників були економи шляхти, панства, що ставили на господарстві свого маєтку та земель і над кріпаками чи селянами.
Причиною появи та існування подібної системи була слабкість державної влади, відсутність у неї власного апарату збору податків, нагальна потреба в грошах. Часом відкупна система продовжувала існувати в сильних державах з розвинутим чиновництвом традиційно, як спадок старих часів, або ж у наслідок хабарів. Так саме в РФ, Україні та інших країнах СНГ показово роль відкупників виконують олігархи та колекторскі організації в обслуговуванні банків та фірм. Рейдерство часто маскується під колекторську діяльність чи домовленість з судами, судовими виконавцями процвітає на хабарництві і відкупному механізмі збільшуючи корупційну складову у владі збільшуючи долю зиску відкупників через блокування контролю («кришування бізнесу») чи застосування пільг (лобіювання через закони).
В цілому відкупна система була причиною безлічі зловживань з боку відкупників та й власне держави. Відкупники намагалися заплатити поменше, а зібрати побільше. При зборах часто порушувалися закони. Держава ж старалася заощадити на чиновниках та продати податки подорожче, закриваючи очі на явні порушення з боку відкупників. Зрозуміло, що відкупи супроводжувалися хабарництвом, шантажем та іншими зловживаннями. Рано чи пізно, але в зміцнілій державі визрівало розуміння про неприпустимість поступатися стороннім людям такою важливою прерогативою як збір податків, і відкуп податків відмінявся.
Відкуп податків мав широке застосування в Османській імперії в XVI — початку XVII століття.
Історія державної податкової системи Франції бере свій початок з 1314 року, від часу проведення станових зборів аристократів (Генеральні штати). Вперше декларується правило (закон) податків за законом, а не за рішенням короля. Особливо важким етапом для Франції виявилась відкупна система податків, що передбачала на договірній основі передачу справляння податків приватним особам, які в свою чергу вносили передоплату за обумовлену суму доходу до державної скарбниці в обмін на право збирати платежі з платників податків. Відкупники на той час законодавчо не були регламентовані, тому стали найбільшими казнокрадами та корупціонерами. За оцінками сучасників, у XVIII ст. до державної скарбниці надходила лише половина (!) фактично зібраних податків, решту прибирали до своїх рук відкупники. Вони викликали сильну ненависть. Під час Великої французької революції всіх відкупників було страчено, а відкупну систему скасовано.